# 関東車両基地
関東車両基地（かんとうしゃりょうきち、仮称）は神奈川県相模原市緑区鳥屋で建設中の東海旅客鉄道中央新幹線の車両基地である。神奈川県駅（仮称）の名古屋駅側に設けられる。神奈川県駅方面に通じる回送線は、津久井トンネル（串川橋りょう・道志川橋りょう間）内で本線から分岐する延長約4.1kmのトンネルである。構内は着発線9線、検修線3線、臨修線1線が設けられる予定である。
車両基地の予定地には相模原市立鳥屋小学校の敷地が含まれている。相模原市では2023年度に同校を隣接する鳥屋中学校と統合して新たな小中一貫校を設立予定であり、小学校跡地に車両基地を設置するJR東海が小中一貫校の設置費用の一部を負担する予定になっている。